# Inteligência organizacional
Inteligência Organizacional é a capacidade coletiva disponível em uma organização para identificar situações que justifiquem iniciativas de aperfeiçoamento, conceber, projetar, implementar e operar os sistemas aperfeiçoados, utilizando recursos intelectuais, materiais e financeiros.
O conceito data do final da década de 1960, mas esta definição, apresentada por Couto e Macedo-Soares, tem como base o conceito do senso comum que reconhece a inteligência como a capacidade de identificar e de resolver problemas novos.
Estratégias para desenvolver a Inteligência Organizacional interessam diretamente a praticantes, consultores, pesquisadores e estudantes das áreas de Administração, Planejamento, Gerência de projetos, Gerência de operações, Comunicação organizacional, Ciência da informação e Tecnologia da informação, entre outras.
O tema apresenta interesse para organizações produtoras da Agropecuária, da Indústria e do Setor de Serviços, sejam elas empresas da iniciativa privada ou entidades do setor público.
A questão geral da inteligência é amplamente discutida por numerosos estudiosos. Em Brown encontram-se vários estudos sobre o que o autor chama Inteligência Organizacional Computadorizada. Segundo Choo, pode-se dizer que uma organização é "inteligente" quando ela identifica, captura, disponibiliza e usa de forma extensiva a informação e o conhecimento.
A identificação dos recursos intelectuais facilita a proposição de estratégias para desenvolver a Inteligência Organizacional.

## Recursos intelectuais
Os principais responsáveis pelo processo de aperfeiçoamento da organização são os administradores, executivos, planejadores, projetistas e gerentes. Estes agentes executam atividades eminentemente intelectuais.
Os recursos intelectuais  são as ferramentas básicas que os agentes do processo de aperfeiçoamento não podem deixar de usar, se desejam executar suas tarefas com proficiência:
- as informações gerenciais necessárias para apoiar a tomada de decisões adequadamente fundamentadas;
- os conhecimentos de interesse sobre os processos que a organização precisa realizar, indispensáveis para definir as informações relevantes para gerenciá-la;
- a linguagem organizacional, que descreve a realidade da organização, reflete os conhecimentos por ela dominados, permite expressar as informações relevantes e dá suporte à Comunicação Organizacional.

## Organização produtora
Coerente com seu conceito de Inteligência Organizacional, Couto e Macedo-Soares apresentam uma definição abrangente para organização produtora:
Organização produtora de bens ou serviços é um sistema de pessoas que utilizam, deliberadamente, recursos intelectuais, materiais e financeiros, para desenvolver visões e estratégias, conceber, projetar, implementar e operar sistemas capazes de receber insumos do ambiente externo, executar processos e disponibilizar produtos que atendam necessidades de terceiros.
Essa definição é abrangente porque permite estudar quaisquer organizações produtoras, pertençam elas à agropecuária, à indústria de transformação ou, ainda, ao setor de serviços.

## Comunicação organizacional
A definição chama a atenção para o fato de que qualquer organização é sempre um sistema de duas ou mais pessoas. Sem participação coletiva não se pode falar em organização.
As pessoas desenvolvem suas ideias e as comunicam às partes interessadas, sob a forma de visões, estratégias, planos, programas, projetos e outras manifestações. No estágio seguinte, as palavras transformam-se em iniciativas e ações coletivas, que caracterizam a organização. 
Por tudo isso, a Comunicação Organizacional é uma competência essencial que as organizações modernas necessitam dominar, de modo a melhor compartilhar com os públicos interno e externo suas intenções e realizações.
Para entender como as pessoas articulam suas idéias, tomam decisões para implementar ações com o objetivo de aperfeiçoar a configuração, a estrutura e a conjuntura da organização é preciso ter em mente que conhecimentos e informações são representações mentais dos objetos sobre os quais elas têm interesse, sejam estes objetos concretos ou abstratos.
Por isso, a utilização de uma linguagem adequada é indispensável para desenvolver essas representações e colocá-las em comum, isto é, comunicá-las às partes interessadas (os stakeholders), de modo que ações eficazes e eficientes possam ser implementadas a partir das idéias.
Usuários de alto nível da Comunicação Organizacional podem não dispor de tempo nem de treinamento para descobrir a causa do desconforto que eventualmente experimentam, quando lhes são passadas Informações pouco claras. O problema é da Linguagem Organizacional, mas cada usuário tenderá a atribuí-lo a uma possível deficiência de Conhecimento que somente ele próprio possui, e não a uma limitação da organização como um todo. Assim, o desconforto pode provocar ansiedade, que irá potencializar decréscimo de desempenho, este já prejudicado pela baixa qualidade das Informações.

## Benefício dos recursos intelectuais
E ser também um tipo de recrutamento do básico da ABNT, constatado pelo IESP de Campinas, São Paulo.
Couto e Macedo-Soares desenham três estratégias concatenadas, para enriquecer a Linguagem, explicitar o Conhecimento e desenvolver sistemas de Informações aderentes à realidade, um tripé sobre o qual pode ser apoiado o esforço para iluminar a Comunicação Organizacional e amplificar a Inteligência Organizacional:
A primeira estratégia propõe o enriquecimento da Linguagem Organizacional para que esta apóie adequadamente a descrição dos processos de interesse para a organização e a identificação das informações relevantes.
- Para facilitar o enriquecimento da linguagem organizacional é indicada uma metalinguagem inédita, uma metodologia que facilita a identificação de deficiências de linguagem decorrentes de omissões ou sobreposições de conceitos básicos para representar itens essenciais da organização. Omissões respondem por perda de informação e sobreposições acarretam ruídos de comunicação. A falta de reconhecimento da importância da linguagem é um elo perdido da Administração estratégica.

A segunda estratégia propõe a modelagem de arquiteturas especiais de informações gerenciais, com base na adequada caracterização dos processos de administração, de produção e de negócio da organização.
- As arquiteturas especiais de informações são de três tipos: Arquiteturas Administrativas de Informações Gerenciais, Arquiteturas Universais de Informações Gerenciais e Arquiteturas de Informações Gerenciais Sobre Negócios.

A terceira estratégia propõe a formatação de sistemas avançados de informações gerenciais, com base nas arquiteturas especiais de informação gerencial.
- Sistema avançado de informações gerenciais é aquele que reconhece - de maneira explícita - as sínteses e as análises presentes no sistema de produção. Uma síntese transforma dois diferentes insumos em um único e diferente produto. Uma análise transforma um único insumo em dois diferentes produtos. Os processos de sintese e análise impõem severas limitações à ação do gerente de produção. Um sistema de informações é avançado quando torna disponíveis as informações requeridas para o adequado gerenciamento dos processos de transformação. A importância dos conceitos de síntese e análise para a informação e a comunicação está em que cada um destes processos exige a utilização de três diferentes nomes para designar os três diferentes insumo(s) ou produto(s) que afluem para ou refluem de cada sintetizador ou analisador. Se esta regra básica não for obedecida, haverá perda de informação e ruído na comunicação.